# 2024年モナコグランプリ
2024年モナコグランプリ（英: 2024 Monaco Grand Prix、正式名称: Formula 1 Grand Prix De Monaco 2024）は、2024年のF1世界選手権第8戦として、2024年5月26日にモンテカルロ市街地コースで開催された。

## 背景
タイヤ
ピレリが持ち込んだドライ用タイヤのコンパウンドはハード（白）：C3、ミディアム（黄）：C4、ソフト（赤）：C5のソフト寄りの組み合わせ。
| ドライ用   | ドライ用       | ドライ用   | ウェット用           | ウェット用   |
| C3         | C4             | C5         | インターミディエイト | フルウェット |
| ---------- | -------------- | ---------- | -------------------- | ------------ |
| （ハード） | （ミディアム） | （ソフト） | （小雨用）           | （大雨用）   |
DRS：1箇所
※（　）内は検知ポイント
- DRS1：ターン19の18m先から（ターン16の80m先）

特別カラーリング
1994年サンマリノグランプリの事故で亡くなったアイルトン・セナの没後30年を偲び、マクラーレンはセナが6勝したモナコGPにおいて、セナのヘルメットのカラーリングである黄、緑、青の各色をMCL38に施した特別カラーリングで本GPに臨む。

## エントリー
前戦エミリア・ロマーニャGPから変更なし。

## フリー走行
FP1
2024年5月24日 13:30 CEST(UTC+2) （特記のない出典: ）
- 気温: 20 °C (68 °F) 路面温度: 37 °C (99 °F) 天候: 晴のち小雨 路面状況: ドライ

FP2
2024年5月24日 17:00 CEST(UTC+2) （特記のない出典:）
- 気温: 20 °C (68 °F) 路面温度: 30 °C (86 °F) 天候: 曇 路面状況: ドライ

FP3
2024年5月25日 12:30 CEST(UTC+2) （特記のない出典:）
- 気温: 22 °C (72 °F) 路面温度: 46 °C (115 °F) 天候: 晴 路面状況: ドライ

### 各セッションの順位
| 順位  | ドライバー   | コンストラクター | タイム   |
| ----- | ------------ | ---------------- | -------- |
| 1     | L.ハミルトン | メルセデス       | 1:12.169 |
| 2     | O.ピアストリ | マクラーレン     | 1:12.198 |
| 3     | G.ラッセル   | メルセデス       | 1:12.295 |
| 4     | L.ノリス     | マクラーレン     | 1:12.396 |
| 5     | C.ルクレール | フェラーリ       | 1:12.397 |
| 出典: |              |                  |          |

| 順位  | ドライバー         | コンストラクター             | タイム   |
| ----- | ------------------ | ---------------------------- | -------- |
| 1     | C.ルクレール       | フェラーリ                   | 1:11.278 |
| 2     | L.ハミルトン       | メルセデス                   | 1:11.466 |
| 3     | F.アロンソ         | アストンマーティン・アラムコ | 1:11.753 |
| 4     | M.フェルスタッペン | レッドブル                   | 1:11.813 |
| 5     | L.ノリス           | マクラーレン                 | 1:11.953 |
| 出典: |                    |                              |          |

| FP3 \| 順位 \| ドライバー \| コンストラクター \| タイム \| \| ---------- \| ------------------ \| ---------------- \| -------- \| \| 1 \| C.ルクレール \| フェラーリ \| 1:11.369 \| \| 2 \| M.フェルスタッペン \| レッドブル \| 1:11.566 \| \| 3 \| L.ハミルトン \| メルセデス \| 1:11.710 \| \| 4 \| O.ピアストリ \| マクラーレン \| 1:11.901 \| \| 5 \| S.ペレス \| レッドブル \| 1:11.923 \| \| 出典: [11] \| \| \| \| | - 注: いずれもトップ5まで掲載。 |                  |          |
| 順位 | ドライバー                      | コンストラクター | タイム   |
| 1 | C.ルクレール                    | フェラーリ       | 1:11.369 |
| 2 | M.フェルスタッペン              | レッドブル       | 1:11.566 |
| 3 | L.ハミルトン                    | メルセデス       | 1:11.710 |
| 4 | O.ピアストリ                    | マクラーレン     | 1:11.901 |
| 5 | S.ペレス                        | レッドブル       | 1:11.923 |
| 出典: |                                 |                  |          |

## 予選
2024年5月25日 16:00 CEST(UTC+2) （特記のない出典: ）
- 気温: 22 °C (72 °F) 路面温度: 49 °C (120 °F) 天候: 晴 路面状況: ドライ

母国グランプリを迎えるシャルル・ルクレールがモナコGPでは3度目となるポールポジションを獲得した。以下オスカー・ピアストリ、カルロス・サインツ、ランド・ノリスが2-4番手に続き、フェラーリ勢とマクラーレン勢が交互に並ぶ。
一方、開幕から7戦連続（通算では8戦連続）でポールポジションを獲得していたマックス・フェルスタッペンは最後のアタックで失敗し6番手に沈み、アイルトン・セナを上回る9戦連続ポールポジションの新記録を逃した。フェルスタッペンはこの週末「ポーポイジングがひどく、頭が痛くなる」とマシンの不安定さを何度も訴え、フェラーリ勢とマクラーレン勢が差を詰めてきたこともあり、マシンの「低速でバンピーなコースに弱い」という弱点を2023年シンガポールGP以来再び露呈させた。
角田裕毅、アレクサンダー・アルボン、ピエール・ガスリーがQ3進出を果たした一方、フェルナンド・アロンソやセルジオ・ペレスといったモナコGP優勝経験者がQ1で敗退する波乱があった。
そのQ1ではガードレールに貼られた広告バナーが剥がれ落ちる場面が何度も見られた。ペレスはこれを避けようとしてタイムロスし、トラフィックも重なりQ1で敗退。ノリスもマシンに絡みついてあわやQ1敗退の事態となり、他の数名のドライバーも剥がれたバナーに苦しめられた。Q2以降は剥がれかけていたバナーが除去され、その後の決勝で再掲示されることは無かった。
ハース勢は本GPからアップデートされたリアウィングの最上部（DRS）の両端の寸法がレギュレーションの最大値を超えていたことがレース後の検査で判明し、失格処分が下された。なお、パルクフェルメ下でも調整が可能な部分でありピットレーンスタートの対象にならないため、2台とも決勝は最後尾グリッドからスタートする。

### 予選結果
| 順位                | No. | ドライバー                 | コンストラクター                        | Q1       | Q2       | Q3       | Grid |
| ------------------- | --- | -------------------------- | --------------------------------------- | -------- | -------- | -------- | ---- |
| 1                   | 16  | シャルル・ルクレール       | フェラーリ                              | 1:11.584 | 1:10.825 | 1:10.270 | 1    |
| 2                   | 81  | オスカー・ピアストリ       | マクラーレン-メルセデス                 | 1:11.500 | 1:10.756 | 1:10.424 | 2    |
| 3                   | 55  | カルロス・サインツ         | フェラーリ                              | 1:11.543 | 1:11.075 | 1:10.518 | 3    |
| 4                   | 4   | ランド・ノリス             | マクラーレン-メルセデス                 | 1:11.760 | 1:10.732 | 1:10.542 | 4    |
| 5                   | 63  | ジョージ・ラッセル         | メルセデス                              | 1:11.492 | 1:10.929 | 1:10.543 | 5    |
| 6                   | 1   | マックス・フェルスタッペン | レッドブル-ホンダ・RBPT                 | 1:11.711 | 1:10.745 | 1:10.567 | 6    |
| 7                   | 44  | ルイス・ハミルトン         | メルセデス                              | 1:11.528 | 1:11.056 | 1:10.621 | 7    |
| 8                   | 22  | 角田裕毅                   | RB-ホンダ・RBPT                         | 1:11.852 | 1:11.106 | 1:10.858 | 8    |
| 9                   | 23  | アレクサンダー・アルボン   | ウィリアムズ-メルセデス                 | 1:11.623 | 1:11.216 | 1:10.948 | 9    |
| 10                  | 10  | ピエール・ガスリー         | アルピーヌ-ルノー                       | 1:11.714 | 1:10.896 | 1:11.311 | 10   |
| 11                  | 31  | エステバン・オコン         | アルピーヌ-ルノー                       | 1:11.887 | 1:11.285 | n/a      | 11   |
| 12                  | 3   | ダニエル・リカルド         | RB-ホンダ・RBPT                         | 1:11.785 | 1:11.482 | n/a      | 12   |
| 13                  | 18  | ランス・ストロール         | アストンマーティン・アラムコ-メルセデス | 1:11.728 | 1:11.563 | n/a      | 13   |
| 14                  | 14  | フェルナンド・アロンソ     | アストンマーティン・アラムコ-メルセデス | 1:12.019 | n/a      | n/a      | 14   |
| 15                  | 2   | ローガン・サージェント     | ウィリアムズ-メルセデス                 | 1:12.020 | n/a      | n/a      | 15   |
| 16                  | 11  | セルジオ・ペレス           | レッドブル-ホンダ・RBPT                 | 1:12.060 | n/a      | n/a      | 16   |
| 17                  | 77  | バルテリ・ボッタス         | キック・ザウバー-フェラーリ             | 1:12.512 | n/a      | n/a      | 17   |
| 18                  | 24  | 周冠宇                     | キック・ザウバー-フェラーリ             | 1:13.028 | n/a      | n/a      | 18   |
| 107% time: 1:16.496 |     |                            |                                         |          |          |          |      |
| DSQ                 | 27  | ニコ・ヒュルケンベルグ 1   | ハース-フェラーリ                       | 1:11.876 | 1:11.440 | n/a      | 19   |
| DSQ                 | 20  | ケビン・マグヌッセン 1     | ハース-フェラーリ                       | 1:11.832 | 1:11.725 | n/a      | 20   |
| 出典:               |     |                            |                                         |          |          |          |      |

追記
- ^1 - ハースの2台（ヒュルケンベルグとマグヌッセン）はリアウィング最上部のエレメントの調整可能位置が最大値を超えていたことがレース後の検査で判明したため、失格処分が下された[20][25][26]。なお、2台とも決勝は最後尾からのスタートが許可されている[20][27][28]。

## 決勝
2024年5月26日 15:00 CEST(UTC+2) （特記のない出典: ）
- 気温: 21 °C (70 °F) 路面温度: 48 °C (118 °F) 天候: 晴 路面状況: ドライ

シャルル・ルクレールがポール・トゥ・ウィンで初めて母国グランプリを制した。モナコ人ドライバーのモナコGP優勝は1931年のルイ・シロン以来2人目で、1950年から始まったF1ではルクレールが初となる。モナコ人による母国グランプリ表彰台も1950年のシロン以来74年ぶりである。表彰式ではモナコ公のアルベール2世もシャンパンファイトを行った。
スタート直後、ターン2（ボー・リバージュ）にアプローチしようと右に寄せたペレスと、ペレスの右に飛び込んだケビン・マグヌッセンが接触してスピンし、近くを走行していたニコ・ヒュルケンベルグのマシンを巻き込んだ。3台のマシンはウォールに叩きつけられるなどして大破しコースを塞ぐ形でストップしたため、レースは約40分間赤旗中断となった。マグヌッセンは既にペナルティポイントが10点となっており、1戦出場停止まであと2点に迫っていたが、この件についてはお咎めなしとなっている。
このアクシデントとは別に、ターン1（サント・デボーテ）でカルロス・サインツがオスカー・ピアストリと接触し、サインツは左フロントタイヤがパンクしたことによりターン4（カジノ・スクエア）を曲がりきれず、エスケープゾーンに飛び出して順位を大きく落としてしまったが、この赤旗により3番手に戻って再スタートすることができた 。また、ターン8（ポルティエ）でエステバン・オコンがチームメイトのピエール・ガスリーに接触してしまう。オコンのマシンは宙を舞い、着地した際にギアボックスにダメージを負ってリタイアとなった。オコンはこの接触の責任を問われ10秒ペナルティを受けたが、リタイア後の裁定だったため次戦カナダGPで5グリッド降格となる。
中断中にローガン・サージェントを除く全てのドライバーがタイヤ交換義務を完了させたことにより、再開後はさらなるピットインを避けるため各車タイヤマネジメントに徹した。その後は中断やセーフティカー（VSC含む）の導入は一度もなく、結果的にハードタイヤでレースをスタートしたメルセデス勢とマックス・フェルスタッペンの3台は早々と勝機を失うことになった。
入賞した10台はグリッド順位と変わらず、角田裕毅は8位で今季7度目の入賞を果たし、2008年の中嶋一貴、2011年の小林可夢偉以来3人目の日本人ドライバーのモナコGP入賞となった。

### レース結果
| 順位    | No. | ドライバー                 | コンストラクター                        | 周回数 | タイム/リタイア原因 | Grid | Pts. |
| ------- | --- | -------------------------- | --------------------------------------- | ------ | ------------------- | ---- | ---- |
| 1       | 16  | シャルル・ルクレール       | フェラーリ                              | 78     | 2:23:15.554         | 1    | 25   |
| 2       | 81  | オスカー・ピアストリ       | マクラーレン-メルセデス                 | 78     | +7.152              | 2    | 18   |
| 3       | 55  | カルロス・サインツ         | フェラーリ                              | 78     | +7.585              | 3    | 15   |
| 4       | 4   | ランド・ノリス             | マクラーレン-メルセデス                 | 78     | +8.650              | 4    | 12   |
| 5       | 63  | ジョージ・ラッセル         | メルセデス                              | 78     | +13.309             | 5    | 10   |
| 6       | 1   | マックス・フェルスタッペン | レッドブル-ホンダ・RBPT                 | 78     | +13.853             | 6    | 8    |
| 7       | 44  | ルイス・ハミルトン         | メルセデス                              | 78     | +14.908             | 7    | 7 FL |
| 8       | 22  | 角田裕毅                   | RB-ホンダ・RBPT                         | 77     | +1 Lap              | 8    | 4    |
| 9       | 23  | アレクサンダー・アルボン   | ウィリアムズ-メルセデス                 | 77     | +1 Lap              | 9    | 2    |
| 10      | 10  | ピエール・ガスリー         | アルピーヌ-ルノー                       | 77     | +1 Lap              | 10   | 1    |
| 11      | 14  | フェルナンド・アロンソ     | アストンマーティン・アラムコ-メルセデス | 76     | +2 Laps             | 14   |      |
| 12      | 3   | ダニエル・リカルド         | RB-ホンダ・RBPT                         | 76     | +2 Laps             | 12   |      |
| 13      | 77  | バルテリ・ボッタス         | キック・ザウバー-フェラーリ             | 76     | +2 Laps             | 17   |      |
| 14      | 18  | ランス・ストロール         | アストンマーティン・アラムコ-メルセデス | 76     | +2 Laps             | 13   |      |
| 15      | 2   | ローガン・サージェント     | ウィリアムズ-メルセデス                 | 76     | +2 Laps             | 15   |      |
| 16      | 24  | 周冠宇                     | キック・ザウバー-フェラーリ             | 76     | +2 Laps             | 18   |      |
| Ret     | 31  | エステバン・オコン 1       | アルピーヌ-ルノー                       | 0      | 接触                | 11   |      |
| Ret     | 11  | セルジオ・ペレス           | レッドブル-ホンダ・RBPT                 | 0      | アクシデント        | 16   |      |
| Ret     | 27  | ニコ・ヒュルケンベルグ     | ハース-フェラーリ                       | 0      | アクシデント        | 19   |      |
| Ret     | 20  | ケビン・マグヌッセン       | ハース-フェラーリ                       | 0      | アクシデント        | 20   |      |
| ソース: |     |                            |                                         |        |                     |      |      |

追記
- ^FL - ファステストラップの1点を含む
- ^1 - オコンはガスリーと接触した件の責任を問われて10秒ペナルティが科せられたが、リタイア後の裁定だったため次戦カナダGPで5グリッド降格となった。また、ペナルティポイント2点も科せられた（通算3点）[29][34][37]

勝者シャルル・ルクレールの平均速度
- 109.013 km/h (67.738 mph)

ファステストラップ
- ルイス・ハミルトン - 1:14.165（63周目）

ラップリーダー
太字は最多ラップリーダー
- シャルル・ルクレール - 78周 (1-78)

達成された主な記録
- ドライバー
  - モナコ人ドライバーによるモナコGP優勝: シャルル・ルクレール
- コンストラクター
  - 250回目のポールポジション: フェラーリ
- その他
  - 入賞した上位10人の順位とスターティンググリッド順位が同一（F1史上初）[注 5][42]

## 第8戦終了時点のランキング
|       | 順位 | ドライバー                 | ポイント |
| ----- | ---- | -------------------------- | -------- |
|       | 1    | マックス・フェルスタッペン | 169      |
|       | 2    | シャルル・ルクレール       | 138      |
| 1     | 3    | ランド・ノリス             | 113      |
| 1     | 4    | カルロス・サインツ         | 108      |
| 2     | 5    | セルジオ・ペレス           | 107      |
| 出典: |      |                            |          |

|       | 順位 | コンストラクター                        | ポイント |
| ----- | ---- | --------------------------------------- | -------- |
|       | 1    | レッドブル-ホンダ・RBPT                 | 276      |
|       | 2    | フェラーリ                              | 252      |
|       | 3    | マクラーレン-メルセデス                 | 184      |
|       | 4    | メルセデス                              | 96       |
|       | 5    | アストンマーティン・アラムコ-メルセデス | 44       |
| 出典: |      |                                         |          |

- 注：いずれもトップ5まで掲載。